# A DHL OO-DLL lelövési kísérlete Bagdadban
A DHL OO-DLL lajstromjelű teherszállító repülőgépet 2003. november 22-én, nem sokkal a bagdadi felszállása után föld-levegő rakéta találta el a bal szárnyán. Az ütközés hatására heves tűz ütött ki, mely súlyos károkat és a gép hidraulika-rendszerének teljes elvesztését okozta, ami nélkül irányíthatatlanná vált a gép. A háromfős személyzet a problémát észlelve azonnal visszafordult a repülőtér felé, és sikeres kényszerleszállást hajtott végre a megrongálódott repülővel úgy, hogy csak a hajtóművek tolóerő-szabályozóit tudták használni a gépben keletkezett károk miatt. A gépet a Fedayeen nevű lázadócsoport néhány tagja támadta meg, akik a Bagdadi nemzetközi repülőtér közelében várakoztak. Amikor a teherszállító felszállt és a terroristák meglátták, azonnal kilőttek rá egy rakétát. Claudine Vernier-Palliez francia újságíró néhány kollégájával épp a helyszínen volt, és interjút készített a csoport néhány tagjával.
Egy videó is kiszivárgott az esetről, amit egy francia tudósító, Sara Daniel hozott nyilvánosságra, miután, állítása szerint valaki a hotelszobájában hagyta. A felvételen a terroristák láthatóak, amint megtámadják a gépet.
Ez az eset volt az első az iraki háború megkezdése óta, hogy egy gép leszállásra kényszerült terroristák miatt, igaz, korábban nyolc hasonló, ám sikertelen támadás is volt.
A gépet a DHL-en belül az European Air Transport üzemeltette.

## A repülőgép és a személyzet

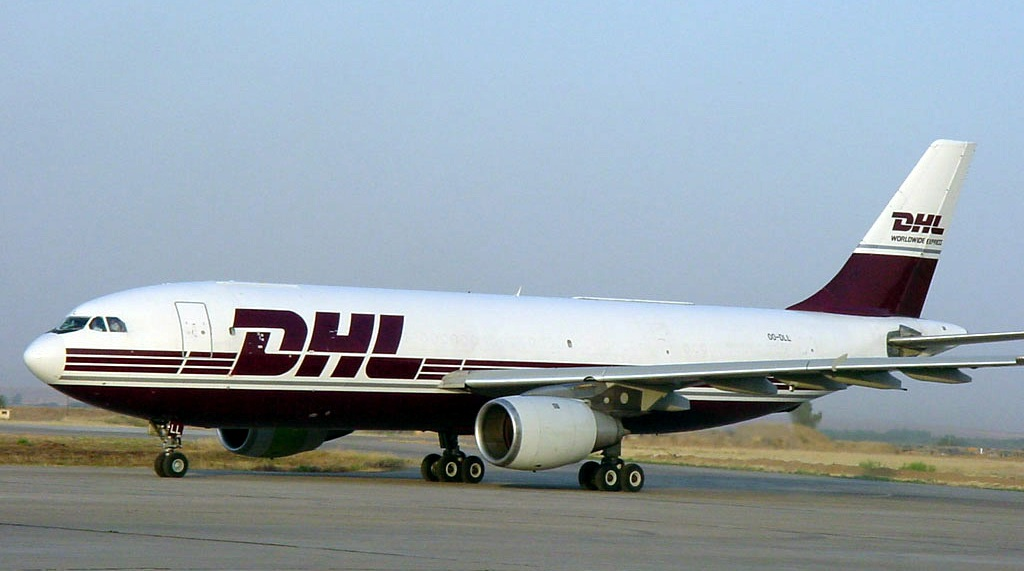
Az OO-DLL 2003. június 23-án megérkezik Irakba

A gépet 1979-ben gyártották és a Malaysia Airlines színeiben kezdett repülni. Több tulajdonosváltás után 1997-ben kivonták a forgalomból, mígnem 1999-ben teherszállító repülővé alakították át és a Pace Cargo Enterprises kezdte használni. 2000-ben került a DHL-hez, azon belül is az European Air Transporthoz. Az incidens előtt néhány hónappal festették át, ekkor kapta fehér színét, valamint a hatalmas vörös céglogót.
A gép 06:30 UTC körül szállt fel a Bagdadi nemzetközi repülőtérről, úti célja Bahreini nemzetközi repülőtér volt. A teherszállítót a tapasztalt belga Eric Gennotte kapitány, a szintén belga Steeve Michielsen első tiszt és az angol Mario Rofail fedélzeti mérnök irányította.

## A találat utáni pillanatok
Hogy a repülő minél kevesebb ideig legyen kiszolgáltatva a földről érkező támadásoknak, a pilóták igyekeztek minél gyorsabban elérni az utazómagasságot. Kb. 2450 m (8000 láb) magasan voltak, amikor egy 9K34 Sztrela–3 rakéta találta el a gép bal szárnyát. Az ütközés hatására tűz keletkezett és a robbanófej megrongálta a kilépőélt. A hidraulika-rendszer a becsapódás után szinte azonnal tönkrement, és a gép irányítása így szinte lehetetlenné vált. A repülő gyors fel-le mozgásba kezdett folyamatosan változó sebességgel. A szárnyon található 1A jelzésű üzemanyagtartály tele volt felszálláskor, a becsapódás hatására azonban ömleni kezdett belőle az üzemanyag. A belső 1-es tank is kilyukadt és szivárgott.
Csakúgy, mint a United Airlines 232-es járata esetén 1989-ben, a pilóták itt is a tolóerő változtatásával tudták a süllyedést, sebességet és magasságot módosítani. A kanyarodás is csak úgy sikerült a géppel, ha aszimmetrikusan változtatják a tolóerőt.
A személyzetnek nagyjából 10 percbe tellett, mire kitapasztalta, hogyan viselkedik a gép, és megtanulták az irányítását, a fordulót, valamint a süllyedést és emelkedést. Egy kanyargós röppálya leírása után a pilóták jobbra fordultak, és megkezdték a Bagdadi nemzetközi repülőtéren történő leszállást.
A terroristák egy második rakétát is kilőttek a gépre, de az szerencsére elvétette a célpontot.

## A kényszerleszállás
Rofail fedélzeti mérnök elektromosság hiányában a gravitáció segítségével nyitotta ki a futóműveket. A futóművek kiengedése azért is vált kritikussá, mert így megnőtt a légellenállás, és ez segített stabilizálni és lassítani az egyébként is túl nagy sebességgel érkező repülőt. A teherszállító egyensúlya folyamatosan romlott azzal, hogy a bal szárny égett, és a kerozin folyamatosan ömlött az üzemanyagtartályból.
A pilótáknak ügyelniük kellett a hajtómű teljesítményére. Ha teljesen kifogy az üzemanyag, a jobb oldali tartályból kell átjuttatni a bal oldaliba úgy, hogy a gép ne lassuljon. A legénységnek kulcsfontosságú volt, hogy kézben tartsák a két hajtómű működését, mivel csak ezekkel volt valamennyire irányítható az Airbus. A kereszt irányú táplálás azért is lett volna kockázatos, mert az üzemanyag berobbanhatott volna, vagy fokozhatta volna a tüzet.
Gennotte és Michielsen a 33R kifutópályára készült leszállni. Mivel azonban a gép a helyes iránytól jobbra sodródott, Gennotte úgy döntött, hogy a rövidebb 33L-en fognak leszállni. A láthatóság tökéletes volt, és a személyzetnek a süllyedés során mindent sikerült kézben tartani. Amikor azonban 120 méteres (400 láb) magasságban voltak, a turbulencia miatt a gép elveszítette egyensúlyát, és a jobb szárny megbillent lefelé. A pilótáknak ezt sikerült korrigálni, de a gép elvétette a futópálya középtengelyét, és saját tengelye attól 8 fokkal elfordult. Rofail azonnal sugárfékezett, de az Airbus letért a futópályáról a sivatagi homokba. A gép végül hatalmas porfelhőben, a földet érés után kb. 1000 méteren állt meg végleg, mély nyomot szántva maga után. A rakéta becsapódása és a kényszerleszállás között 25 perc telt el.
A repülőtér körül a korábbi harcok miatt számos fel nem robbant akna volt. Mikor a pilóták elhagyták a gépet, meg kellett várniuk, amíg egy mentőjárművet küldenek hozzájuk, ami biztosítja az utat az aknamezőn át, és aminek nyomvonalát követve elérik a biztonságos talajt.

## A baleset után
A legénység még aznap egy másik géppel Bahreinbe repült. A DHL, valamint a jordániai Royal Wings, amely akkor egyedüliként üzemeltetett polgári járatot az iraki fővárosba, egy időre felfüggesztette a Bagdadba történő közlekedést.
A már egyébként is koros repülőt a repülőtér roncstelepére vontatták pár nappal később, a baleset után már sohasem javították meg. A hajtóművek végzetesen megsérültek a törmelékektől, a gép a mai napig Bagdad repülőterén van.
Az incidens után Mario Rofail fedélzeti mérnök nyugdíjba vonult. A legénység a balesetet követően a polgári repülés legmagasabb rendű kitüntetéseit kapta meg, köztük a Guild of Air Pilots and Air Navigators (GAPAN) által átadott Gordon-Burge Memorial Awardot, valamint a Flight Safety Foundation nevű alapítvány FSF Professionalism Award in Flight Safety díját.

## Hasonló esetek
- A Japan Airlines 123-as járatának katasztrófája: 1985. augusztus 12.-én a Tokióból Oszakába tartó Boeing 747-es felszállás után 12 perccel a pilóták robbanásszerű hangot hallottak és gép irányíthatatlanná vált. A pilóták fél órán át küzdöttek az irányításért, de a fel-le hintázó gép végül egy hegyoldalnak csapódott. A vizsgálatok után kiderült, hogy a 11 éve szolgálatban álló gép farokrésze 7 évvel korábban már megsérült, amikor egy leszállás közben a betonba ütközött. A javítást a Boeing végezte el, de a nyomástartó lemezt nem az előírásoknak megfelelően rögzítették. A hiányosság az egymást követő ellenőrzések során sem lett orvosolva. A minden egyes le- és felszálláskor fellépő nyomáskülönbség egyre jobban feszítette a gyenge illesztékeket, amelyek előbb megrepedtek, majd a végzetes napon az egész hátsó nyomástartó fal kiszakadt. Ugyanekkor robbanásszerűen levált a bal oldali hátsó vezérsík is. Megsérült a hidraulikus vezetékrendszer is, a gép végképp irányíthatatlanná vált. A katasztrófában 520 ember vesztette életét és csak 4 ember élte túl. Ez volt a repülés történelmének egyik legtöbb áldozattal járó balesete.